# Kapellen (Grevenbroich)

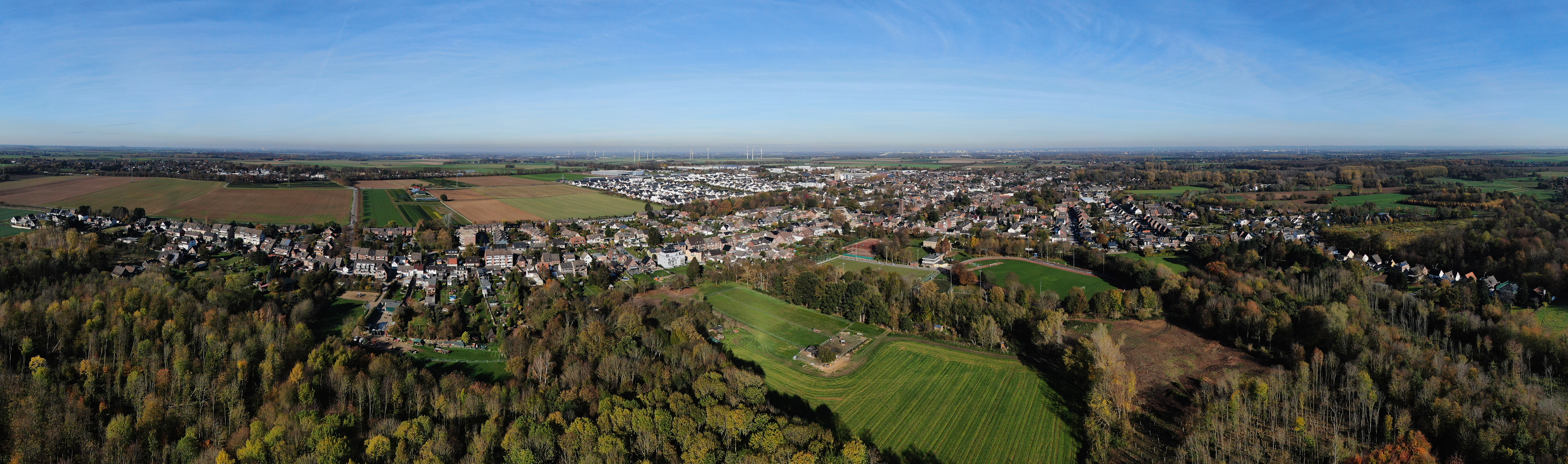
Kapellen, Luftaufnahme aus Südwest (2020)

Kapellen ist der zweitgrößte Stadtteil der Stadt Grevenbroich im Rhein-Kreis Neuss in Nordrhein-Westfalen.
Zum Stadtteil Kapellen gehören die Ortsteile Gilverath, Gruissem (nur südwestlicher Teil), Neubrück, Tüschenbroich und Vierwinden. In Kapellen sind 6636 Einwohner auf einer Fläche von 4,536 km² (Angaben der Stadt Grevenbroich, Stand 31. Dezember 2016) beheimatet.

## Lage
Der Ort liegt im Dreieck Köln – Düsseldorf – Mönchengladbach. Er grenzt im Westen an die Ortschaft Hemmerden, im Süden an Stadt Wevelinghoven und im Osten an Stadt Hülchrath. Im Nordosten von Kapellen befindet sich Neuss-Holzheim.
Durch Kapellen fließt die Erft.

## Geschichte
Unbestätigten Berichten zufolge ist Kapellen als früher Rodungsort im 9. Jahrhundert anzusetzen, für den der Bau eines Gotteshauses namensgebend wurde. Wer diesen Bau und damit die Siedlung begründete, ist bis heute unbekannt.
Die erste urkundliche Erwähnung Kapellens stammt aus dem Jahr 1155. Zu diesem Zeitpunkt war die Ortsbezeichnung „Capellen“, benannt nach der „Capella St. Kosmos und Damian“. Seit 1229 bis zum Jahre 1794 gehörte Capellen zum gräflichen Land im kurkölnischen Amt Hülchrath. In diesem Jahre besetzten französische Truppen den Ort. Immer schon von wirtschaftlicher Bedeutung war die Erft als Antriebskraft, so zum Beispiel für die Mühle Neubrück. 1815 kam Capellen an das Königreich Preußen und 1816 als selbständige Gemeinde zum Kreis Grevenbroich. Im Jahr 1869 wurde Capellen mit einem Haltepunkt an die wichtige Bahnstrecke Düren–Neuss angeschlossen.
Erst im Jahr 1910 wurde „Capellen“ in das jetzige „Kapellen“ umbenannt. Später entstand verwaltungstechnisch das Amt Hemmerden, das aus den Gemeinden Hemmerden und Kapellen/Erft bestand und den Amtssitz seit 1921 in Kapellen hatte. Der letzte Bürgermeister war Heinrich Tups (CDU) und sein Stellvertreter Wilhelm Krall (CDU). Am 1. Januar 1975 verlor die Gemeinde Kapellen ihre Selbständigkeit und wurde in die Stadt Grevenbroich eingemeindet.

### Neubaugebiet
Seit 2004 sind in zwei Bauabschnitten über 500 Einfamilienhäuser und Wohnungen zwischen der A46 und der Bahnlinie in Kapellen entstanden. Hierdurch stiegen die Einwohnerzahlen in Kapellen im Vergleich zu den anderen Stadtteilen überproportional. Ein dritter und ggf. vierter Bauabschnitt sollen folgen. Das von der Immobilienfirma fälschlicherweise als „Kapellen-Tal“ bezeichnete Gebiet liegt an der höchsten Stelle des Ortsteils.

### Einwohnerentwicklung
Kapellen ist zurzeit der Stadtteil mit der größten Zunahme an Einwohnern pro Jahr.
| Jahr Datum       | Einwohner |
| ---------------- | --------- |
| 1816             | 934       |
| 1871             | 1208      |
| 1. Dezember 1905 | 1580      |
| 16. Juni 1925    | 2084      |
| 16. Juni 1939    | 2200      |
| 29. Oktober 1946 | 2654      |
| 6. Juni 1961     | 3171      |
| 1964             | 3328      |
| 27. Mai 1970     | 3761      |
| 30. Juni 1974    | 3864      |

| Jahr Datum        | Einwohner |
| ----------------- | --------- |
| 31. Dezember 2005 | 5494      |
| 31. Dezember 2006 | 5521      |
| 31. Dezember 2007 | 5505      |
| 31. Dezember 2009 | 5783      |
| 31. Dezember 2010 | 5820      |
| 31. Dezember 2011 | 5972      |
| 31. Dezember 2012 | 6079      |
| 31. Dezember 2013 | 6375      |
| 31. Dezember 2014 | 6431      |
| 31. Dezember 2015 | 6566      |

| Jahr Datum        | Einwohner |
| ----------------- | --------- |
| 31. Dezember 2016 | 6636      |
| 31. Dezember 2017 | 6787      |
| 31. Dezember 2018 | 6833      |
| 31. Dezember 2021 | 6921      |
| 31. Dezember 2022 | 6896      |

Quellen:
- 1816 und 1871: [4]
- 1905 bis 1961: [5]
- 1964 und 1974: [6]
- 1970: [2]

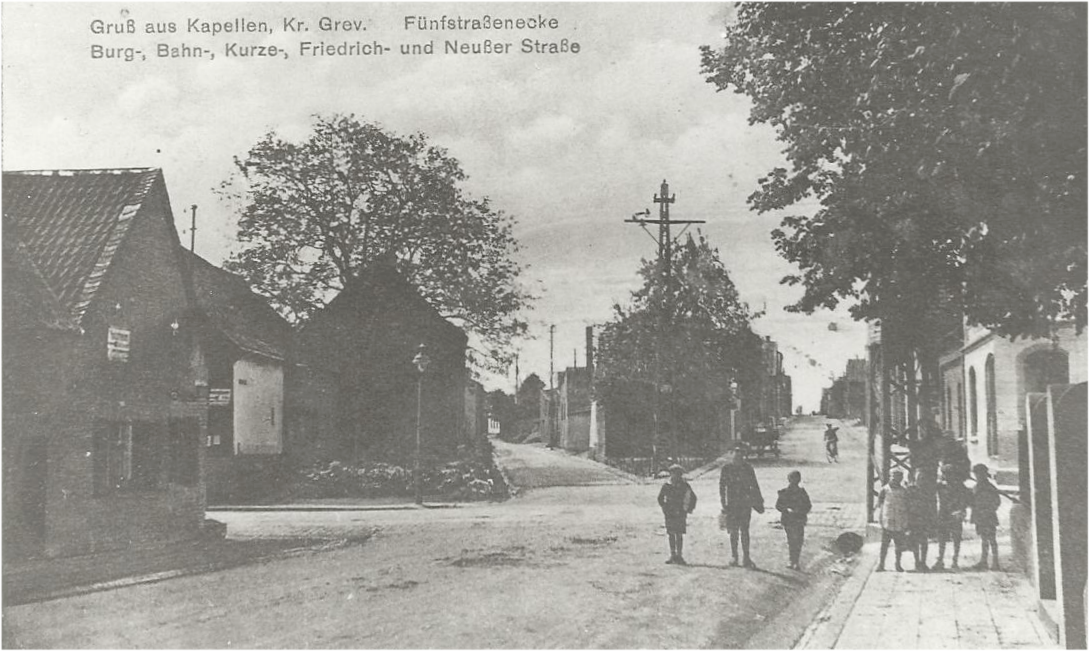
Postkarte aus dem Jahr 1915

- ab 2005: Angaben der Stadt Grevenbroich

### Religion

#### Katholische Kirche
Die katholische Kirche von Kapellen/Erft fand ihre erste Nennung im Jahre 1229. Sie war eine Eigenkirche von St. Aposteln in Köln. Das Patronat wurde anschließend auf die Herren von Dyck übertragen. Die spätere Zivilgemeinde Kapellen bestand ursprünglich aus zwei mittelalterlichen Kirchspielen: einmal St. Clemens in Kapellen und andererseits Johann Baptist in Gilverath. Die beiden Orte waren den Landdekanaten Bergheim und Neuss zugeordnet. Im Jahre 1804 entstand eine neue Einteilung.

## Kultur und Freizeit

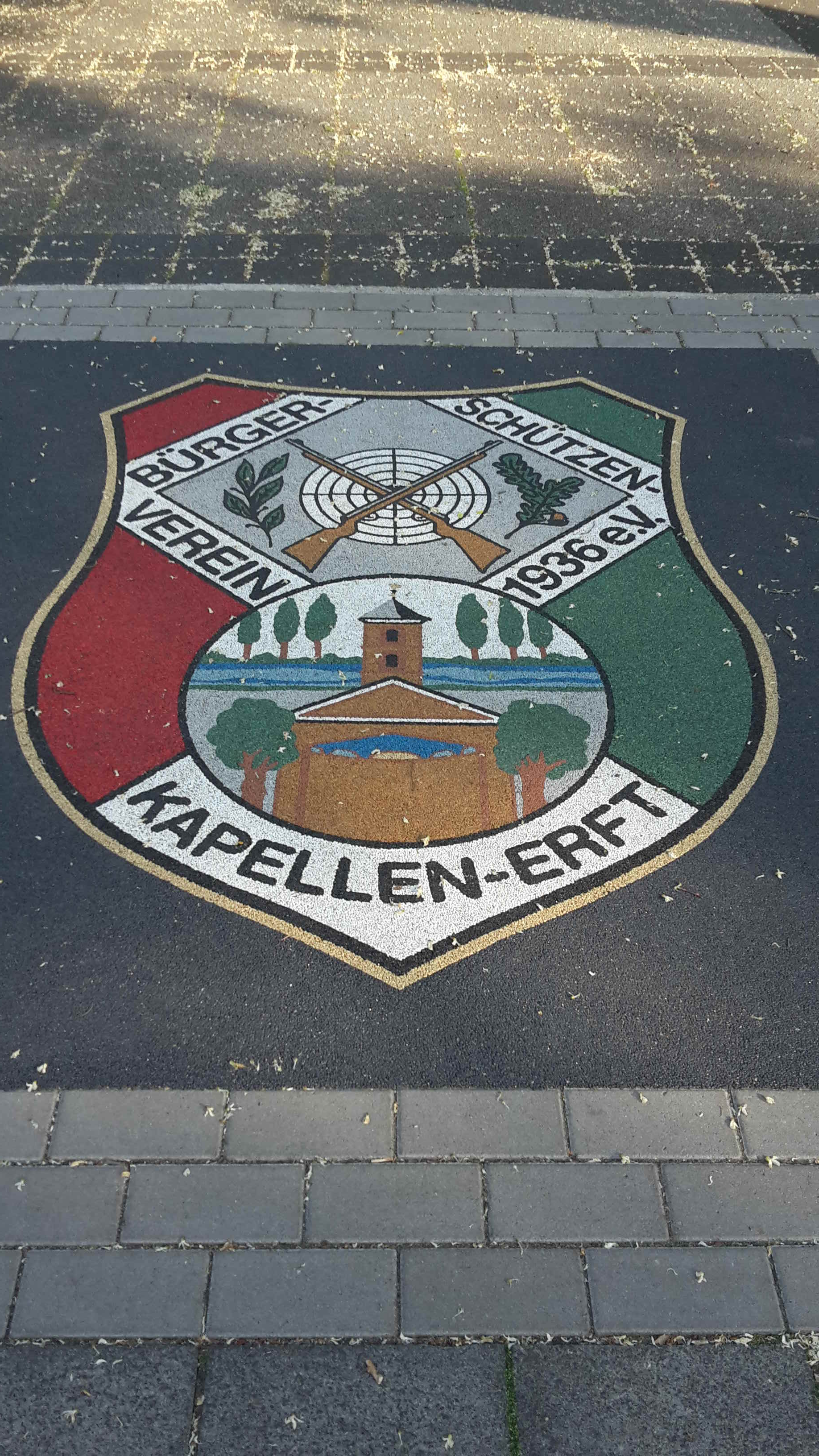
Logo des Bürger-Schützen-Vereins Kapellen

Neben den Sportvereinen und -clubs sind zahlreiche weitere Vereinigungen in Kapellen beheimatet. Beispielhaft sind hier zu nennen:
- Bürger-Schützen-Verein 1936 e. V. Kapellen/Erft
- Grenadierkorps Kapellen/Erft 1936 e. V.
- Bürgerinitiative pro Ortsumfahrung Kapellen-Wevelinghoven e. V.
- Heimatverein Kapellener-Jonge e. V.
- MSC (Motorsportclub) Kapellen
- NSU Quickli-Club
- Rettet die Erftaue: Schutzgemeinschaft Lebensraum Kapellen-Wevelinghoven e. V.
- Skatclub
- Tambourkorps „Frisch Auf“ Kapellen/Erft gegr. 1907

### Wichtige Veranstaltungen
- Januar: Neujahrsschießen für Grevenbroicher Schützenzüge und Grenadierfest

Das Neujahrsschießen findet immer Anfang Januar auf dem Schützenplatz „Am Burghof“ statt. Organisiert vom Kapellener Grenadierkorps können hier alle Schützenvereine des Stadtgebietes Grevenbroich teilnehmen und sich beim Scheibenschießen miteinander messen.
Einen Tag später feiert das Grenadierkorps-Kapellen den traditionellen Grenadierball im Festzelt auf dem Schützenplatz. Höhepunkt der Veranstaltung ist hier die Krönung des Korpskönigspaares.  Auch hier sind stets die Vertreter vieler Grevenbroicher Vereine geladen, welche gemeinsam mit den heimischen Schützen dafür sorgen, dass sich das Grenadierfest Kapellen als eines der größten Korpsfeste im Stadtgebiet fest etabliert hat.
- Juni: Schützen- und Heimatfest „WM 2006“ eine der zahlreichen Mottofackeln

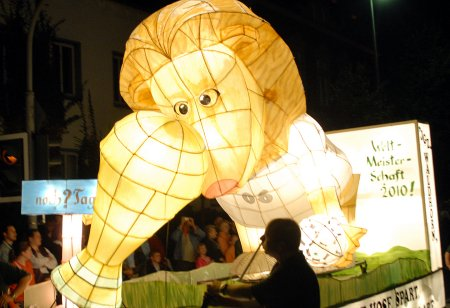
„WM 2006“ eine der zahlreichen Mottofackeln

Das Schützen- und Heimatfest in Kapellen findet traditionell am ersten Wochenende im Juni von Freitag bis Dienstag statt. Hervorzuheben ist der große Fackelzug, welcher sich mit allen Schützen und zahlreichen Großfackeln Samstagabend nach Eintritt der Dunkelheit in Bewegung setzt. Ebenfalls ein imposantes Bild bietet Sonntag die große Königsparade mit anschließendem Schützenumzug, wo über 1000 Schützen und Musiker in verschiedenen Marschblöcken durch den Ort ins Festzelt ziehen.
 Der Schützenplatz mit allen Attraktionen und dem großen Festzelt ist auf dem Gelände „Am Burghof“ in Kapellen beheimatet.
- September: Schützenbiwak

## Sport
Diverse Sportvereine sind in Kapellen/Erft beheimatet. Beispielhaft seien die Folgenden benannt:
- SC 1911 Kapellen-Erft e. V.
- TV Jahn 06 e. V. Kapellen (Erft)
- TTC Kapellen-Erft 1962 e. V.
- Tennis Club Kapellen ’84 e. V.
- ASV „Erftfreunde“ 1937 e. V. Kapellen/Erft

## Sehenswürdigkeiten

### Der Ziegelträger von Rudolf Meschede, 1990

Der Ziegelträger

Von 1885 bis zu Beginn des Ersten Weltkrieges betrieb der Bauunternehmer Adam Rosen in Kapellen eine Ringofenziegelei, die zeitweise bis zu 60 Arbeiter beschäftigte. In der Kriegszeit 1914–1918 ruhte der Betrieb infolge der Zwangswirtschaft im Baugewerbe. Erst in den Jahren 1920–1922 wurde die Produktion langsam wieder in Gang gesetzt. 1926 wurde die Firma endgültig geschlossen. Die Gemeinde Kapellen übernahm das Gelände und erschloss es dem allgemeinen Wohnungsbau. Die Skulptur, die von Peter Schlösser und Peter Winzen entworfen wurde, soll an die Ziegelbäcker erinnern, die in der Ziegelei arbeiteten.

### Die Friedenskapelle

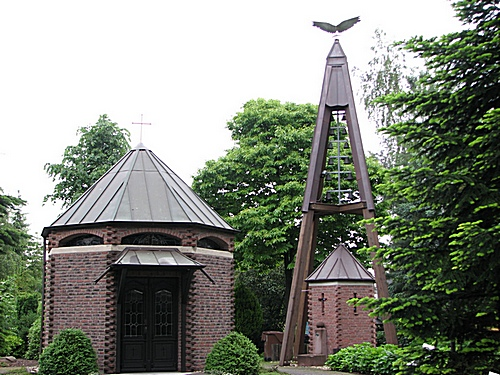
Die Friedenskapelle

Die Friedenskapelle befindet sich im Kapellener Ortsteil Gilverath. Sie wurde vom Jägerzug „Flotte Boschte“ in mühevoller Arbeit an alter Stelle neu errichtet.

### Raketenstation Hombroich
In Zeiten des Kalten Krieges wurde zwischen Holzheim und Kapellen eine von der NATO betriebene NIKE-Raketenstation errichtet, die von belgischen und amerikanischen Einheiten besetzt wurde. Nach der Wiedervereinigung und dem Ende des Ost-West Konflikts 1990 wurde die Raketenstation Hombroich stillgelegt und wird heute als Freilichtmuseum von der Stiftung Insel Hombroich betrieben.

## Einrichtungen
- Altentagesstätte

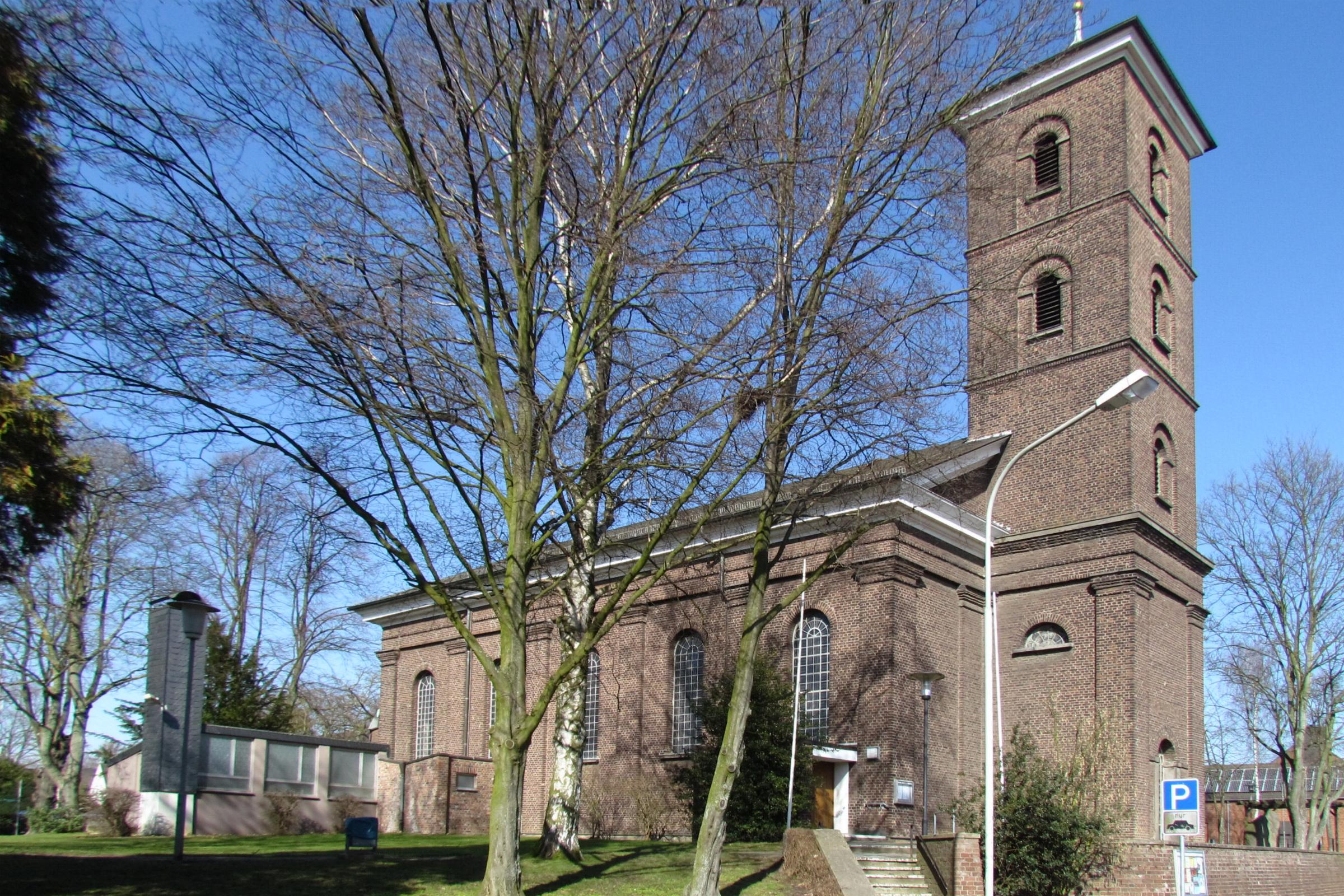
Katholische Pfarrkirche St. Clemens

- Freiwillige Feuerwehr – Löschzug „Kapellen“
- Vier Kindergärten
- Gemeinschaftsgrundschule Kapellen-Hemmerden (GGS), ehem. Hauptschule
- Katholische Pfarrkirche St. Clemens
- Evangelische Johanniskirche

## Infrastruktur und Verkehr
Mit der Aufstockung der Gewerbeflächen im Industriegebiet Kapellen boomt die bereits gut ausgebaute Infrastruktur. Zahlreiche kleine und größere Firmen lassen sich im Bereich des Industriegebietes Kapellen nieder und machen sich die unmittelbare Nähe der A 46 zunutze. Darüber hinaus hält durch die Umwandlung von Acker- in Bauland der Zuwanderungsboom nach Kapellen weiter an. Hier wird in den kommenden Jahren ein komplett neuer Ortsbereich entstehen.
Durch zahlreiche verschiedene Geschäfte ist man weitestgehend unabhängig von anderen Orten. Des Weiteren sorgt eine gute Verkehrsanbindung sowohl an die A 46 als auch an die Bahnstrecke Düren – Neuss dafür, dass die umliegenden Großstädte schnell erreicht werden können. Durch die strategisch gute Lage von Kapellen wird der Ausbau von weiteren Gewerbeflächen in unmittelbarer Nähe der Autobahn weiter vorangetrieben.

### Bahnverkehr

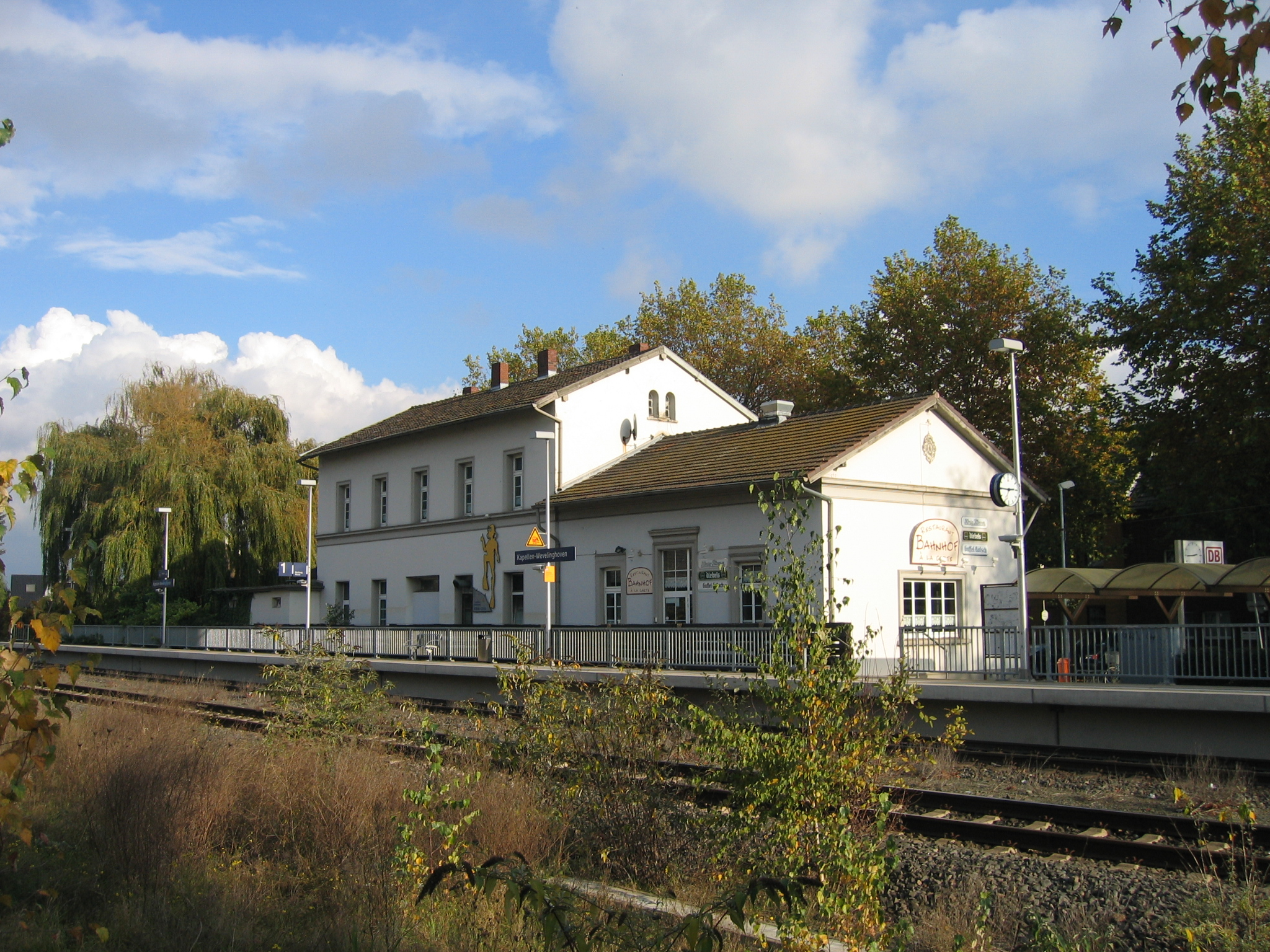
Bahnhof Kapellen-Wevelinghoven

Der Haltepunkt Kapellen-Wevelinghoven wird von der Linie RB 39 (Düssel-Erft-Bahn) bedient. Es besteht, wochentags im Halbstundenrhythmus, Anbindung an die Städte Düsseldorf, Neuss, Grevenbroich und Bedburg.
| Linie | Verlauf | Takt                                          |
| ----- | --- | --------------------------------------------- |
| RB 39 | Düssel-Erft-Bahn: (Düsseldorf Hbf – Düsseldorf-Bilk –)* Neuss Hbf – Holzheim (b. Neuss) – Kapellen-Wevelinghoven – Grevenbroich – Gustorf – Frimmersdorf – Bedburg (Erft) * nur wochentags sowie am Wochenende in Tagesrandlage Stand: Fahrplanwechsel Dezember 2021 | 60 min 30 min (Neuss–Grevenbroich wochentags) |

### Busverkehr
Kapellen befindet sich im Gebiet des Verkehrsverbund Rhein-Ruhr und wird zusätzlich zum Bahnverkehr vom Busverkehr Rheinland mit jeweils sechs Linien angefahren. Weiterhin verkehrt eine Linie der Stadtwerke Neuss GmbH.
Kapellen wird durch folgende Buslinien angebunden:
| Linie | Strecke                                                                             | Betrieb  |
| ----- | ----------------------------------------------------------------------------------- | -------- |
| 858   | Grevenbroich-Elsen – Wevelinghoven – Kapellen – Neuss Stadthalle                    | werktags |
| 869   | Neuss Stadthalle – Holzheim – Kapellen – Wevelinghoven – Grevenbroich Bf            | täglich  |
| 877   | Neuss Landestheater – Süd – Holzheim – Kapellen – Wevelinghoven (– Grevenbroich Bf) | werktags |
| 891   | Neurath – Grevenbroich Bf – Kapellen                                                | täglich  |
| 893   | Kapellen – Wevelinghoven – Grevenbroich Bf                                          | täglich  |
| NE11  | Kapellen – Hemmerden – Grevenbroich Bf – Frimmersdorf – Barrenstein                 | samstags |
| NE12  | Kapellen – Wevelinghoven – Grevenbroich Bf – Gustorf                                | samstags |

## Söhne und Töchter
- Walter Grasskamp (* 1950), deutscher Kunstkritiker und -soziologe
- Arnold Wolff (1932–2019), deutscher Architekt und Dombaumeister zu Köln
- Tim Bergmann (* 1972), deutscher Schauspieler
- Ursula Kwasny[8] (* 1952), 2009 bis 2015 Bürgermeisterin der Stadt Grevenbroich